# Hasselbeck-Schwarzbach
Hasselbeck-Schwarzbach war von 1930 bis 1974 eine Gemeinde im Kreis Düsseldorf-Mettmann, zunächst in der preußischen Rheinprovinz und seit 1946 in Nordrhein-Westfalen. Das Gebiet der ehemaligen Gemeinde liegt heute in den Städten Düsseldorf und Ratingen.

## Geographie und Geschichte
Am 15. Mai 1930 wurden  im Kreis Düsseldorf-Mettmann die beiden Gemeinden Hasselbeck-Krumbach und Schwarzbach zur Gemeinde Hasselbeck zusammengeschlossen. Die neue Gemeinde, die somit das Gebiet der drei alten bergischen Honnschaften Hasselbeck, Krumbach und Schwarzbach umfasste, wurde dem Amt Hubbelrath  zugeordnet und am 20. Mai 1947 in Hasselbeck-Schwarzbach umbenannt.
Die Gemeinde besaß zunächst keinen ausgeprägten Siedlungskern, sondern war eine Streusiedlung mit Weilern und Einzelhöfen. In den 1960er Jahren entstand im Süden der Gemeinde mit Knittkuhl eine größere geschlossene Siedlung für die Soldaten der nahegelegenen Bergischen Kaserne.
Durch das Düsseldorf-Gesetz wurde die Gemeinde Hasselbeck-Schwarzbach am 1. Januar 1975 auf die Städte Düsseldorf und Ratingen aufgeteilt. Vom Gebiet der Gemeinde fielen 1,7 km² mit der Siedlung Knittkuhl an Düsseldorf, während der dünnbesiedelte Rest der Gemeinde zur Stadt Ratingen im Kreis Mettmann kam. Knittkuhl ist heute ein Düsseldorfer Stadtteil und das übrige Gemeindegebiet bildet heute im Wesentlichen den Ratinger Stadtteil Schwarzbach.

## Einwohnerentwicklung
| Jahr | Einwohner | Quelle |
| ---- | --------- | ------ |
| 1933 | 665       | [ 3 ]  |
| 1939 | 730       | [ 3 ]  |